# Carboni (album)
Carboni prodotto da Mauro Malavasi che cura gli arrangiamenti. è il quinto album in studio  del cantautore italiano Luca Carboni pubblicato il 2 gennaio 1992 dalla BMG Ariola. L'album è presente nella classifica dei 100 dischi italiani più belli di sempre secondo Rolling Stone Italia alla posizione numero 94 Alla fine del 1992 ha venduto 10 milioni di copie.

## Descrizione
Si compone di nove brani, per la maggior parte curati dallo stesso Carboni sia per i testi che per le musiche. Fanno eccezione la musica di Le storie d'amore, composta da Mauro Patelli, e quella per Mare mare, La mia città e Baila Sad Jack, composte dal produttore Mauro Malavasi.
L'album viene pubblicato in tre formati: CD, LP e audiocassetta. Con le prime copie dell'album viene regalato il libriccino Canzoni&Confusioni, che racchiude i testi dell'album e dei pensieri di Carboni. Il disco viene pubblicato nel 1993 in Germania, Grecia e Paesi Bassi. In seguito all'album partono le tournée Ci vuole un fisico bestiale Tour 1992, Carboni-Jovanotti in concerto 1992 e Ci vuole un fisico bestiale Tour 1993 Europa. 
16 giugno 2023, in occasione del 30º anniversario, l'album viene ripubblicato in formato CD digipack.

## Tracce
Testi e musiche di Luca Carboni, eccetto dove indicato.
1. Ci vuole un fisico bestiale – 4:10
2. Le storie d'amore – 5:01 (musica: Mauro Patelli)
3. Mare mare – 4:40 (musica: Luca Carboni, Mauro Malavasi) – rinominata Mare mare (Bologna-Riccione) nella riedizione
4. Tempo che passi – 4:41
5. La mia città – 4:31 (testo: Luca Carboni – musica: Luca Carboni, Mauro Malavasi)
6. Alzando gli occhi al cielo – 4:47
7. Baila Sad Jack – 4:51 (testo: Luca Carboni, Mauro Malavasi – musica: Mauro Malavasi)
8. L'amore che cos'è – 5:08
9. Siamo le stelle del cielo – 5:05

## Formazione
Musicisti
- Luca Carboni – voce, tastiera, pianoforte
- Mauro Patelli – chitarra elettrica, chitarra acustica cori
- Mauro Gardella – chitarra elettrica, chitarra acustica
- Jimmy Villotti – chitarra blues
- Luca Malaguti – basso, chitarra acustica, programmazione
- Giovanni Pezzoli – batteria
- Mauro Malavasi – tastiera, programmazione, sintetizzatore, cori, tromba, arrangiamento
- Cori arrangiati da Mauro Malavasi
- Rudy Trevisi – percussioni
- Iskra Menarini, Carolina Balboni – cori

Produzione
- Mauro Malavasi – produzione, registrazione, missaggio, mastering
- Luca Lazzaris – produzione esecutiva
- Luca Malaguti – registrazione

## Registrazione
- Clock Studio da: Mauro Malavasi

## Classifiche

### Classifiche settimanali
| Classifica (1992) | Posizione massima |
| ----------------- | ----------------- |
| Europa            | 5                 |
| Italia            | 1                 |

### Classifiche di fine anno
| Classifica (1992) | Posizione |
| ----------------- | --------- |
| Italia            | 1         |